# Luis Alberto del Paraná
Luis Osmer Meza (Altos, 21 de junio de 1926-Santiago, 11 de septiembre de 1973), más conocido como Luis Alberto del Paraná, fue un músico, compositor, cantante e intérprete paraguayo. Es uno de los artistas paraguayos de mayor trayectoria internacional y renombre; además de ser considerado uno de los íconos de la música paraguaya.

## Biografía
Nació en Altos, Departamento de Cordillera, el 21 de junio de 1926, pero fue anotado en el Juzgado de Paz el 14 de agosto de 1926, por su madre, Jacinta Meza. Hizo sus cursos primarios en Ypacaraí. Fue el cuarto de ocho hermanos, entre ellos una sola mujer: Obdulia (Chiquita Meza), también cantante. También se dedicaron a la música sus hermanos Reynaldo y Óscar del Alba.
En 1942 y con dieciséis años, durante el Primer Certamen de los Barrios representó a Campo Grande, acompañado de Humberto Barúa y el arpista Digno García.
Su madre, que era costurera, falleció el 15 de agosto de 1956, a los 67 años, cuando él se encontraba de gira por Europa. Su padre era José Domingo Encina González, maestro rural que también tocaba la guitarra y cantaba. Murió en Piripucú, departamento de Concepción.
Se casó por primera vez con Lissette Cairoli, francesa proveniente de una familia cirquera. Su segundo matrimonio fue con la bailarina española Carmen Caballero González de las Navas, fallecida en 2018, de nombre artístico Carmen Santana. Con ella tuvo dos hijos: Luis Manuel y Carmen Fabiola.
Luego de volver de una gira por América Central, Luis Alberto del Paraná (nombre artístico que adoptó en México), formó el Trío los Paraguayos con Digno García y Agustín Barboza, a instancias del poeta y político Epifanio Méndez Fleitas. En 1953 el gobierno paraguayo le entregó 3200 dólares a cada uno de los artistas para difundir la música paraguaya en Europa, en "Misión Cultural Oficial".

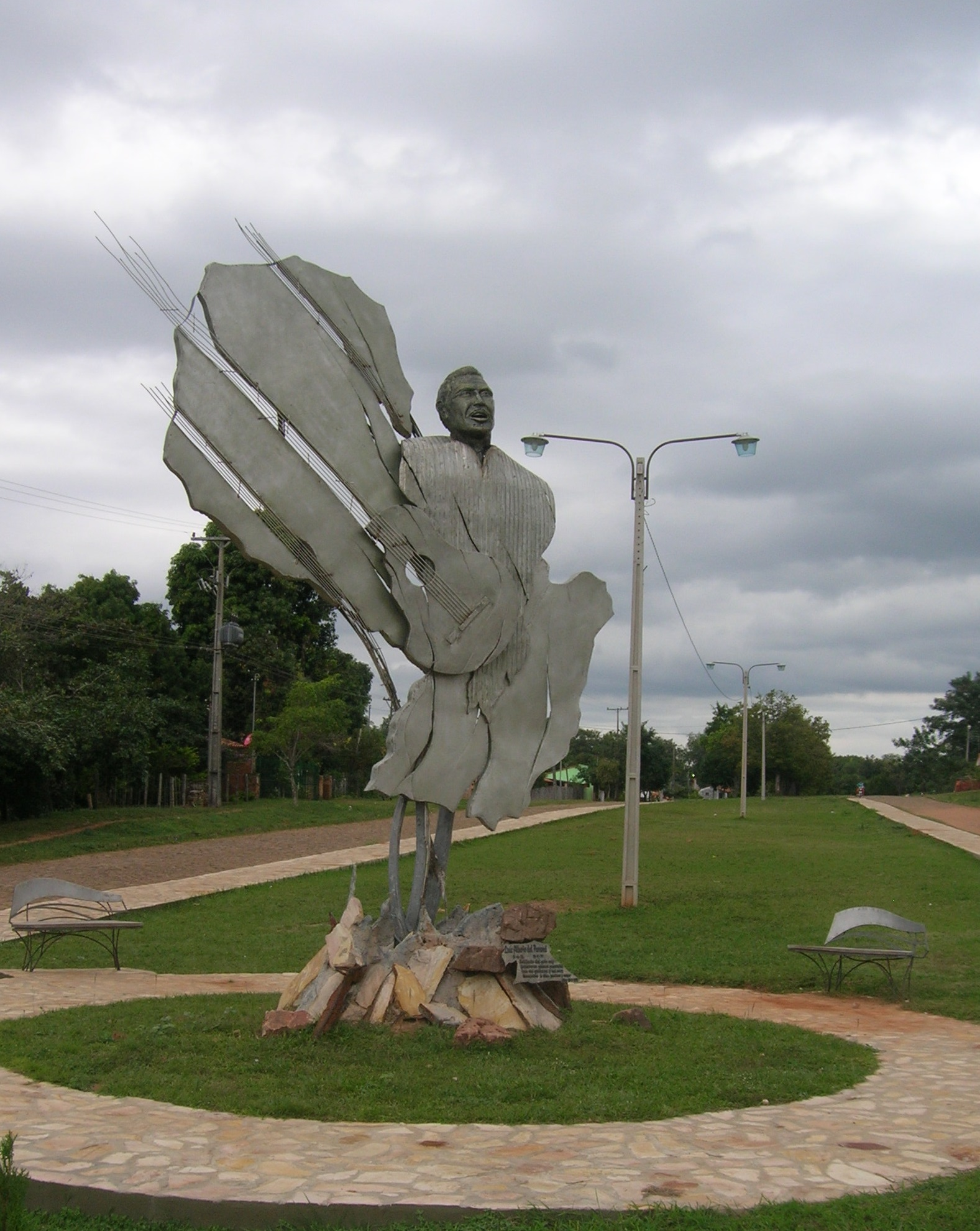
Monumento dedicado a Paraná, en su pueblo natal Altos.

Cumplido el contrato, el trío se disolvió y Paraná formó el conjunto Los Paraguayos con su hermano Reynaldo Meza, Rubito Medina, y el arpista José de los Santos González. Enseguida grabaron dos LP para la Philips: Famous Latin American Songs y Ambassador of Romance.
Fue uno de los primeros latinoamericanos de renombre en Europa en las décadas de los sesenta y setenta. Llegó a superar las 500 canciones grabadas y visitó más de 76 países en sus giras.
Se presentó en el Madison Square Garden de Nueva York, el Olympia de París, el London Palladium, el Latín Quarter Tokio, el Tchaikowsy Concert Hall de Moscú, el Royal Variety Performance -donde el 4 de noviembre de 1963 actuó con los Beatles- en el Festival de San Remo, entre otros.
Murió en Londres, Reino Unido, a consecuencia de un derrame cerebral, el 15 de septiembre de 1974, en el Prembridge Court Hotel, a los 48 años.
En su homenaje se realizó en Paraguay la llamada «Cadena del Dolor», donde la casi totalidad de las emisoras radiales de Paraguay y zonas de influencia, se unieron para transmitir minuto a minuto su sepelio, desde antes de la llegada del féretro de Paraná al aeropuerto de Luque; su velatorio en el Teatro Municipal, y su camino hasta el Cementerio Italiano (Cementerio de la Recoleta). Artífices de esa cruzada radial fueron Radio Ñandutí (Gloria y Humberto Rubin) y Radio Comuneros (Juan Carlos «Coco» Bernabé).
Fue considerado el «Embajador de la música paraguaya y soldado del arte paraguayo».

## Discografía (parcial)
- Fiesta Malagueña (1950)
- Famous Latin American Songs (1957)
- Fiesta Paraguaya (1957)
- Buenas noches mi amor (1960)
- Para mí, Para ti, Paraná (1961)
- Mi Guitarra y mi Voz (1962)
- In Rominia I (1962)
- In Rominia II (1962)
- In Rominia III (1964)
- All Star Festival - UNICEF
- Acuarela Paraguaya
- Adiós Mariquita Linda
- Ambassadors of Romance
- Amici, Amici
- Bajo el Cielo del Paraguay
- Canciones de las Américas
- Canciones Tropicales
- Con los Violines de Lima
- En Buenos Aires
- En escena
- Espléndido
- Epopeya Nacional
- Éxtasis Tropìcal
- Felicidades
- Historia de un Amor
- In London
- La Burrerita de Ypacarai
- Latin American Dance Party
- Live in Concert
- Live in Concert... Berlín
- Music Minstrels Please
- Papillón
- Paraguayan Song N.º 1
- Paraguayan Song N.º 2
- Paraguayos in Tokio
- Popular Favourites
- Por todo el mundo...
- Quizás, quizás, quizás
- Sentimentally yours
- Siempre el mejor
- South American Minstrels
- Trovador Tropical
- Trovador Tropical N.º 2
- Tropical Trip
- World Hits

## Filmografía
- La burrerita de Ypacaraí (1962) dirigida por Armando Bó.
- Una mariposa en la noche (voz) (1977) dirigida por Armando Bó.
- Éxtasis tropical (voz) (1978) dirigida por Armando Bó.
- Insaciable (voz) (1984) dirigida por Armando Bó.